# 풍농
주식회사 풍농은 비료 제조 판매 업체이다.

## 연혁
- 1962년 12월 - 풍농비료공업주식회사를 설립하고
- 1967년 12월 - 용성로 1호 공장과
- 1968년 10월 - 용성로 2호 공장을 준공했다.
- 1979년 3월 - 입상용성인비 및 복합비료공장 준공한 뒤
- 1979년 12월 - 히말라야산업과 근풍개발을 흡수합병하고
- 1994년 4월 - 현재의 명칭을 변경했다.